# Stasimopus coronatus
Stasimopus coronatus är en spindelart som beskrevs av Hewitt 1915. Stasimopus coronatus ingår i släktet Stasimopus och familjen Ctenizidae. Inga underarter finns listade i Catalogue of Life.